# فترات الدرس الثلاثة عند مونتيسوري
فترات الدرس الثلاثة هو أسلوب تعليمي من منهج مونتيسوري الذي أخترعته ماريا مونتيسوري لإعطاء الأطفال المفردات الصحيحه للغة.وبعد خبرة الطفل في معرفة المعنى المقصود يكتسب اللغة.

## فترات الدرس الثلاثة
هو الوقت الذي تقضية المعلمة مع الطفل لتعليمة أسماء الأشياء والصفات أو أي شئ يثرى اللغة عند الطفل.وتكون على ثلاث فترات ممكن ان تكون متواصلة أو منفصلة حسب رؤية المعلمة وأليكم بعض الأمثلة.

## أمثلة

### عرض أسماء الأشياء باستخدام الاقراص الملونة

#### الفترة الأولى
التعريف بالأسماء

1. ضع الألوان الأساسية (الأزرق - الأحمر - الأصفر) في صف واحد على الطاولة أمام الطفل.

2. إعزل واحد وقل: «هذا هو اللون الأزرق.»

3. تفعل الشيء نفسه لكل قرص بدوره وتشجيع الطفل على نطق الاسم في كل مرة.

4. تكرار نطق أسماء كل قرص بدوره مع الطفل.

#### الفترة الثانية
تمارين ربط الأسماء مع الكائنات

1. المعلم يعطي الأسم لكل كائن ويسأل الطفل أن يشير إلى الكائن المسمى. ويتم ذلك أولا دون تحريك الكائنات.

2. ثم يمكن تغيير أماكن الكائنات لتحدي الأطفال وللحفاظ على الدرس مثير للاهتمام. الحركة تساعد الطفل على التعلم.

3. يمكن للمعلم استخدام الأسئلة أو الأوامر القصيرة التي ستجعل الطفل يشير أو يحرك الكائن المسمى.

بعض الطرق للقيام بذلك هي:

«أين هو الأزرق؟»

«أشر إلى اللون الأزرق؟»

«أرني الأحمر.»

«ضع يديك على الأصفر.»

«ضع هنا الأزرق.»

4. هذه هي أطول فترة ويجب أن تبقى مثيرة للاهتمام.

5. عندما لا يخطأ الطفل في ربط الأسم بالكائن، يمكن أن تبدأ الفترة 3. قد يكون هذا في نفس اليوم أو في يوم لاحق.

#### الفترة الثالثة
التأكيد على أن الأسماء تم معرفتها

1. يشير المعلم لكائن واحد، ويسأل الطفل، «ما هذا؟» يقول الطفل اسمها. كرر لكل كائن.

2. ويمكن القيام بذلك في أي ترتيب.

3. إذا لم يعرف الطفل الأسم، المعلم يعطي ذلك مرة أخرى ويكرر أنشطة الفترة 2 حتى يصبح الطفل مستعدا للفترة 3.

### تقديم أسماء الصفات باستخدام أقراص ظلال لون (ظلال زرقاء)

#### الفترة الأولى
تقديم المصطلحات في ترتيب مدرج
 
1. اختيار قطعتان من السلسلة ويكونا أكثر تناقضا.

2. عزل واحد وقل: «هذا هو الغامق».

3. إعزل اسم آخر وقل: «هذا هو الفاتح».

4. كرر الأسماء وأطلب من الطفل أن يقولهم.

5. بدل الأقراص مرتين أو ثلاث مرات أخرى مع إعطاء المصطلح. من ذلك سيكتشف الطفل الأرتباط بين الأقراص.

#### الفترة الثانية
تمارين ربط الأسماء مع الكائنات

1. اختر قرصين متباينين ونطلب من الطفل أن يظهر لك «الغامق» و «الفاتح» مع تغيير الأقراص عدة مرات.

2. قم بتغيير أماكن الأقراص وأسال الطفل عنهم.

3. عندما لا يخطأ الطفل في ربط الاسم بالكائن يمكن التنقل للفترة الثالثة من الدرس.

#### الفترة الثالثة
تأكيد أن الأسماء تم تعلمها

1. يشير المعلم لكائن واحد ويسأل: «ما هذا؟» ويقول الطفل اسمه.

2. كرر مع الأقراص الأخرى.

3. إعطاء اسم وكرر الفترة 2 إذا لزم الأمر.